# Séries télévisées américaines diffusées durant la saison 2019-2020
| 2018-2019 • | 2019-2020 • | 2020-2021 |

Cet article liste les séries télévisées diffusées en prime time sur les principaux réseaux de télévision aux États-Unis durant la saison 2019-2020.
Ces principaux réseaux sont : ABC, CBS, The CW, MBC 4, MBC Action, la Fox et NBC. PBS n’est pas inclus car les stations locales disposent d’une grande flexibilité quant au choix des programmes et des horaires de diffusion. The CW ne propose pas de programmation nationale pour les samedis soirs.
La programmation concerne les séries diffusées entre septembre 2019 et août 2020.

## Programmation

### Légende
- Les heures données correspondent à l’heure de l'Est et l’heure du Pacifique.
- Les nouvelles séries sont indiquées en gras.
- Le format du programme correspond à la couleur qui lui est attribuée :

Magazine d’informations
Divertissement / Télé-réalité
Sitcom / Comédie musicale / Série d’animation (20-30 minutes)
Drama / Action (40-50 minutes)
Programme sportif en direct
Programme local
Rediffusion

### Lundi
| Réseau | Réseau                      | 20 h 0                              | 20 h 30                             | 21 h 0                              | 21 h 30                             | 22 h 0          | 22 h 30         |
| ------ | --------------------------- | ----------------------------------- | ----------------------------------- | ----------------------------------- | ----------------------------------- | --------------- | --------------- |
| ABC    | Automne                     | Dancing with the Stars              | Dancing with the Stars              | Dancing with the Stars              | Dancing with the Stars              | Good Doctor     | Good Doctor     |
| ABC    | Hiver                       | The Bachelor                        | The Bachelor                        | The Bachelor                        | The Bachelor                        | Good Doctor     | Good Doctor     |
| CBS    | CBS                         | The Neighborhood                    | Bob ❤ Abishola                      | All Rise                            | All Rise                            | Bull            | Bull            |
| The CW | Automne                     | All American                        | All American                        | Black Lightning                     | Black Lightning                     | Programme Local | Programme Local |
| The CW | Printemps                   | Supernatural (16/03)                | Supernatural (16/03)                | Roswell, New Mexico (16/03)         | Roswell, New Mexico (16/03)         | Programme Local | Programme Local |
| Fox    | Automne                     | 9-1-1                               | 9-1-1                               | Prodigal Son                        | Prodigal Son                        | Programme Local | Programme Local |
| Fox    | Hiver                       | 9-1-1: Lone Star (20/01)            | 9-1-1: Lone Star (20/01)            | Prodigal Son                        | Prodigal Son                        | Programme Local | Programme Local |
| NBC    | Automne                     | The Voice                           | The Voice                           | The Voice                           | The Voice                           | Bluff City Law  | Bluff City Law  |
| NBC    | Hiver                       | America's Got Talent: The Champions | America's Got Talent: The Champions | America's Got Talent: The Champions | America's Got Talent: The Champions | Manifest        | Manifest        |
| NBC    | Printemps                   | The Voice (24/02)                   | The Voice (24/02)                   | The Voice (24/02)                   | The Voice (24/02)                   | Manifest        | Manifest        |
| MBC 4  | Automne / Hiver / Printemps | Programme Local                     | Programme Local                     | Miss Farah                          | Miss Farah                          |                 |                 |

### Mardi
| Réseau | Réseau                      | 20 h 0                | 20 h 30               | 21 h 0                      | 21 h 30                     | 22 h 0                  | 22 h 30                 |
| ------ | --------------------------- | --------------------- | --------------------- | --------------------------- | --------------------------- | ----------------------- | ----------------------- |
| ABC    | Automne                     | The Conners           | Bless This Mess       | Mixed-ish                   | Black-ish                   | Emergence               | Emergence               |
| ABC    | Hiver                       | The Conners           | Bless This Mess       | Mixed-ish                   | Black-ish                   | For Life (11/02)        | For Life (11/02)        |
| CBS    | Automne                     | NCIS                  | NCIS                  | FBI                         | FBI                         | NCIS : Nouvelle-Orléans | NCIS : Nouvelle-Orléans |
| CBS    | Hiver                       | NCIS                  | NCIS                  | FBI                         | FBI                         | FBI: Most Wanted        | FBI: Most Wanted        |
| The CW | Automne                     | Flash                 | Flash                 | Arrow                       | Arrow                       | Programme Local         | Programme Local         |
| The CW | Hiver                       | Flash                 | Flash                 | Legends of Tomorrow (14/01) | Legends of Tomorrow (14/01) | Programme Local         | Programme Local         |
| Fox    | Fox                         | The Resident          | The Resident          | Empire                      | Empire                      | Programme Local         | Programme Local         |
| NBC    | Automne                     | The Voice             | The Voice             | This Is Us                  | This Is Us                  | New Amsterdam           | New Amsterdam           |
| NBC    | Hiver                       | Ellen's Game of Games | Ellen's Game of Games | This Is Us                  | This Is Us                  | New Amsterdam           | New Amsterdam           |
| NBC    | Printemps                   | The Voice (25/02)     | The Voice (25/02)     | Council of Dads (en Mars)   | Council of Dads (en Mars)   | New Amsterdam           | New Amsterdam           |
| MBC 4  | Automne / Hiver / Printemps | Programme Local       | Programme Local       | Council of Dads (en Mars)   | Council of Dads (en Mars)   | Miss Farah              | Miss Farah              |

### Mercredi
| Réseau | Réseau                      | 20 h 0            | 20 h 30           | 21 h 0               | 21 h 30              | 22 h 0                    | 22 h 30                   |
| ------ | --------------------------- | ----------------- | ----------------- | -------------------- | -------------------- | ------------------------- | ------------------------- |
| ABC    | ABC                         | Les Goldberg      | Schooled          | Modern Family        | Single Parents       | Stumptown                 | Stumptown                 |
| CBS    | Automne                     | Survivor          | Survivor          | SEAL Team            | SEAL Team            | S.W.A.T.                  | S.W.A.T.                  |
| CBS    | Hiver                       | Undercover Boss   | Undercover Boss   | Esprits criminels    | Esprits criminels    | S.W.A.T.                  | S.W.A.T.                  |
| CBS    | Printemps                   | Survivor (12/02)  | Survivor (12/02)  | SEAL Team (26/02)    | SEAL Team (26/02)    | S.W.A.T.                  | S.W.A.T.                  |
| The CW | The CW                      | Riverdale         | Riverdale         | Nancy Drew           | Nancy Drew           | Programme Local           | Programme Local           |
| Fox    | Automne                     | The Masked Singer | The Masked Singer | Almost Family        | Almost Family        | Programme Local           | Programme Local           |
| Fox    | Hiver                       | The Masked Singer | The Masked Singer | Lego Masters (05/02) | Lego Masters (05/02) | Programme Local           | Programme Local           |
| NBC    | NBC                         | Chicago Med       | Chicago Med       | Chicago Fire         | Chicago Fire         | Chicago Police Department | Chicago Police Department |
| MBC 4  | Automne / Hiver / Printemps | Programme Local   | Programme Local   | Miss Farah           | Miss Farah           |                           |                           |

### Jeudi
| Réseau | Réseau                      | 20 h 0                                                            | 20 h 30                                                           | 21 h 0                                                            | 21 h 30                                                           | 22 h 0                                                            | 22 h 30                                                           |
| ------ | --------------------------- | ----------------------------------------------------------------- | ----------------------------------------------------------------- | ----------------------------------------------------------------- | ----------------------------------------------------------------- | ----------------------------------------------------------------- | ----------------------------------------------------------------- |
| ABC    | Automne                     | Grey's Anatomy                                                    | Grey's Anatomy                                                    | A Million Little Things                                           | A Million Little Things                                           | Murder                                                            | Murder                                                            |
| ABC    | Hiver                       | Grey's Anatomy : Station 19                                       | Grey's Anatomy : Station 19                                       | Grey's Anatomy                                                    | Grey's Anatomy                                                    | A Million Little Things                                           | A Million Little Things                                           |
| ABC    | Printemps                   | Grey's Anatomy : Station 19                                       | Grey's Anatomy : Station 19                                       | Grey's Anatomy                                                    | Grey's Anatomy                                                    | Murder (02/04)                                                    | Murder (02/04)                                                    |
| CBS    | CBS                         | Young Sheldon                                                     | The Unicorn                                                       | Mom                                                               | Carol's Second Act                                                | Evil                                                              | Evil                                                              |
| The CW | The CW                      | Supernatural                                                      | Supernatural                                                      | Legacies                                                          | Legacies                                                          | Programme Local                                                   | Programme Local                                                   |
| Fox    | Automne                     | Thursday Night Football (suivant le calendrier de la compétition) | Thursday Night Football (suivant le calendrier de la compétition) | Thursday Night Football (suivant le calendrier de la compétition) | Thursday Night Football (suivant le calendrier de la compétition) | Thursday Night Football (suivant le calendrier de la compétition) | Thursday Night Football (suivant le calendrier de la compétition) |
| Fox    | Hiver                       | C'est moi le chef !                                               | Outmatched                                                        | Filthy Rich                                                       | Filthy Rich                                                       | Programme Local                                                   | Programme Local                                                   |
| NBC    | NBC                         | Superstore                                                        | Perfect Harmony                                                   | The Good Place                                                    | Sunnyside (en)                                                    | New York, unité spéciale                                          | New York, unité spéciale                                          |
| MBC 4  | Automne / Hiver / Printemps | Programme Local                                                   | Programme Local                                                   | Miss Farah                                                        | Miss Farah                                                        |                                                                   |                                                                   |

### Vendredi
| Réseau | Réseau | 20 h 0                | 20 h 30                  | 21 h 0                | 21 h 30               | 22 h 0          | 22 h 30         |
| ------ | ------ | --------------------- | ------------------------ | --------------------- | --------------------- | --------------- | --------------- |
| ABC    | ABC    | American Housewife    | Bienvenue chez les Huang | 20/20                 | 20/20                 | 20/20           | 20/20           |
| CBS    | CBS    | Hawaii 5-0            | Hawaii 5-0               | Magnum                | Magnum                | Blue Bloods     | Blue Bloods     |
| The CW | The CW | Charmed               | Charmed                  | Dynastie              | Dynastie              | Programme local | Programme local |
| Fox    | Fox    | WWE SmackDown (04/10) | WWE SmackDown (04/10)    | WWE SmackDown (04/10) | WWE SmackDown (04/10) | Programme local | Programme local |
| MBC 4  | MBC 4  | Programme Local       | Programme Local          | Programme Local       | Programme Local       | Traición        | Traición        |
| NBC    | NBC    | Blacklist             | Blacklist                | Dateline NBC          | Dateline NBC          | Dateline NBC    | Dateline NBC    |

### Samedi
| Réseau | Réseau | 20 h 0                                                            | 20 h 30                                                           | 21 h 0                                                            | 21 h 30                                                           | 22 h 0                                                            | 22 h 30                                                           |
| ------ | ------ | ----------------------------------------------------------------- | ----------------------------------------------------------------- | ----------------------------------------------------------------- | ----------------------------------------------------------------- | ----------------------------------------------------------------- | ----------------------------------------------------------------- |
| ABC    | ABC    | Saturday Night Football (suivant le calendrier de la compétition) | Saturday Night Football (suivant le calendrier de la compétition) | Saturday Night Football (suivant le calendrier de la compétition) | Saturday Night Football (suivant le calendrier de la compétition) | Saturday Night Football (suivant le calendrier de la compétition) | Saturday Night Football (suivant le calendrier de la compétition) |
| CBS    | CBS    | Crimetime Saturday                                                | Crimetime Saturday                                                | Crimetime Saturday                                                | Crimetime Saturday                                                | 48 Hours (en)                                                     | 48 Hours (en)                                                     |
| Fox    | Fox    | Fox College Football (suivant le calendrier de la compétition)    | Fox College Football (suivant le calendrier de la compétition)    | Fox College Football (suivant le calendrier de la compétition)    | Fox College Football (suivant le calendrier de la compétition)    | Fox College Football (suivant le calendrier de la compétition)    | Fox College Football (suivant le calendrier de la compétition)    |
| MBC 4  | MBC 4  | Programme Local                                                   | Programme Local                                                   | Programme Local                                                   | Programme Local                                                   | Traición                                                          | Traición                                                          |
| NBC    | NBC    | Dateline Saturday Mystery                                         | Dateline Saturday Mystery                                         | Dateline Saturday Mystery                                         | Dateline Saturday Mystery                                         | SNL Vintage                                                       | SNL Vintage                                                       |

### Dimanche
| Réseau | Réseau                      | 19 h 0                                            | 19 h 30                                           | 20 h 0                       | 20 h 30                                                             | 21 h 0                                                              | 21 h 30                                                             | 22 h 0                                                              | 22 h 30                                                             |
| ------ | --------------------------- | ------------------------------------------------- | ------------------------------------------------- | ---------------------------- | ------------------------------------------------------------------- | ------------------------------------------------------------------- | ------------------------------------------------------------------- | ------------------------------------------------------------------- | ------------------------------------------------------------------- |
| ABC    | ABC                         | America's Funniest Home Videos                    | America's Funniest Home Videos                    | Kids Say the Darndest Things | Kids Say the Darndest Things                                        | Shark Tank                                                          | Shark Tank                                                          | The Rookie                                                          | The Rookie                                                          |
| CBS    | CBS                         | 60 Minutes                                        | 60 Minutes                                        | God Friended Me              | God Friended Me                                                     | NCIS : Los Angeles                                                  | NCIS : Los Angeles                                                  | Madam Secretary                                                     | Madam Secretary                                                     |
| The CW | The CW                      | Programme Local                                   | Programme Local                                   | Batwoman                     | Batwoman                                                            | Supergirl                                                           | Supergirl                                                           | Programme Local                                                     | Programme Local                                                     |
| Fox    | Fox                         | Fox NFL (suivant le calendrier de la compétition) | Fox NFL (suivant le calendrier de la compétition) | Les Simpson                  | Bless the Harts                                                     | Bob's Burgers                                                       | Les Griffin                                                         | Programme Local                                                     | Programme Local                                                     |
| NBC    | Automne                     | Football Night in America                         | Football Night in America                         | Football Night in America    | NBC Sunday Night Football (suivant le calendrier de la compétition) | NBC Sunday Night Football (suivant le calendrier de la compétition) | NBC Sunday Night Football (suivant le calendrier de la compétition) | NBC Sunday Night Football (suivant le calendrier de la compétition) | NBC Sunday Night Football (suivant le calendrier de la compétition) |
| NBC    | Hiver                       | A Venir                                           | A Venir                                           | Little Big Shots             | Little Big Shots                                                    | Zoey's Extraordinary Playlist                                       | Zoey's Extraordinary Playlist                                       | Good Girls                                                          | Good Girls                                                          |
| MBC 4  | Automne / Hiver / Printemps | Programme Local                                   | Programme Local                                   | Programme Local              | Programme Local                                                     | Miss Farah                                                          | Miss Farah                                                          |                                                                     |                                                                     |

## Liste des séries par réseau de télévision

### ABC
| Séries renouvelées : - A Million Little Things (2e saison) - America's Funniest Home Videos (30e saison) - American Housewife (4e saison) - American Idol (3e saison) - Bienvenue chez les Huang (6e saison) - Black-ish (6e saison) - Bless This Mess (2e saison) - Dancing with the Stars (27e saison) - Good Doctor (3e saison) - Grey's Anatomy (16e saison) - Grey's Anatomy : Station 19 (3e saison) - Kids Say the Darndest Things (4e saison) (Déplacé depuis CBS) - Les Goldberg (7e saison) - Murder (6e saison) - Marvel : Les Agents du SHIELD (7e saison) - Modern Family (11e saison) - Saturday Night Football - Schooled (2e saison) - Shark Tank (11e saison) - Single Parents (2e saison) - The Bachelor (24e saison) - The Conners (2e saison) - The Great Christmas Light Fight (7e saison) - The Rookie (2e saison) | Nouvelles séries : - Don't - Emergence - For Life - Mixed-ish - Stumptown - The Baker & The Beauty - United We Fall - Videos After Dark | Séries non renouvelées : - For the People (2 saisons) - Speechless (3 saisons) - Splitting Up Together (2 saisons) - The Fix (1 saison) - The Kids Are Alright (1 saison) - Whiskey Cavalier (1 saison) |

### CBS
| Séries renouvelées : - 48 Hours (33e saison) - 60 Minutes (52e saison) - Blue Bloods (10e saison) - Bull (4e saison) - Esprits criminels (15e saison) - FBI (2e saison) - God Friended Me (2e saison) - Hawaï 5-0 (10e saison) - MacGyver (4e saison) - Madam Secretary (6e saison) - Magnum (2e saison) - Mom (7e saison) - NCIS (17e saison) - NCIS : Los Angeles (11e saison) - NCIS: Nouvelle-Orléans (6e saison) - Papa a un plan (4e saison) - The Amazing Race (31e saison) - The Neighborhood (2e saison) - SEAL Team (3e saison) - Survivor (39e saison) - S.W.A.T (3e saison) - Undecover Boss (9e saison) - Young Sheldon (3e saison) | Nouvelles séries : - All Rise - Bob ❤ Abishola - Broke (en) - Carol's Second Act - Evil - FBI: Most Wanted - Tommy (en) - The Unicorn | Séries non renouvelées : - Elementary (7 saisons) - Fam (en) (1 saison) - Happy Together (1 saison) - Life in Pieces (4 saisons) - Murphy Brown (1 saison) - The Big Bang Theory (12 saisons) |

### The CW
| Séries renouvelées : - All American (2e saison) - Arrow (8e saison) - Black Lightning (3e saison) - Charmed (2e saison) - Dynastie (3e saison) - Flash (6e saison) - In the Dark (2e saison) - Les 100 (7e saison) - Legacies (2e saisons) - Legends of Tomorrow (5e saison) - Riverdale (4e saison) - Roswell, New Mexico (2e saison) - Supergirl (5e saison) - Supernatural (15e saison) | Nouvelles séries : - Batwoman - Katy Keene - Nancy Drew | Séries non renouvelées : - Crazy Ex-Girlfriend (4 saisons) - IZombie (5 saisons) - Jane the Virgin (5 saisons) |

### MBC 4
| Séries renouvelées : - La reina soy yo - Outlander - Cinq Jours - Dupla Identidade - Treze Dias Longe do Sol - Sol Nascente - La Jetée - Friends - Beauty Match - Beauty Match: Tahadi Al Fashionista - Miss Farah - La Piloto - Empire - Lip Sync Battle (Saison 4 et 5) - The Masked Singer US - Box Office Top 5 - Scoop on Runway - Scoop on set - Scoop with Raya - Scoop - Scoop Network - Traición - Amor Maior - Game of Thrones - Game of Thrones (8e saison) - C'est moi le chef ! - The Masked Singer (2e saison) - New Girl - La caza - L'Amie prodigieuse (2e saison) | Nouvelles séries : - Treze Dias Longe do Sol - Miss Farah - La Piloto - Presunto culpable - L'Amie prodigieuse - La caza - La reina soy yo - Beauty Match - Beauty Match: Tahadi Al Fashionista |

### Fox
| Séries renouvelées : - 9-1-1 (3e saison) - Bob's Burgers (10e saison) - C'est moi le chef ! (8e saison) - Empire (6e saison) - Fox College Football - Hell's Kitchen (19e saison) - Les Griffin (18e saison) - Les Simpson (31e saison) - The Masked Singer (2e saison) - The Orville (3e saison) - The Resident (3e saison) - Thursday Night Football - WWE SmackDown (Déplacé depuis USA Network) | Nouvelles séries : - 9-1-1: Lone Star - Bless the Harts - Deputy - Duncanville - Filthy Rich - NeXT - Not Just Me - Outmatched - Prodigal Son - The Great North | Séries non renouvelées : - Gotham (5 saisons) - L'Arme Fatale (3 saisons) - Proven Innocent (1 saison) - Rel (1 saison) - Star (3 saisons) - The Cool Kids (1 saison) - The Gifted (2 saisons) - The Passage (1 saisons) |

### NBC
| Séries renouvelées : - America's Got Talent: The Champions (2e saison) - Blindspot (5e saison) - Brooklyn Nine-Nine (7e saison) - Chicago Fire (8e saison) - Chicago Med (5e saison) - Chicago Police Department (7e saison) - Ellen's Game of Games (3e saison) - Football Night in America - Good Girls (3e saison) - Little Big Shots (4e saison) - Making It (2e saison) - Manifest (2e saison) - New Amsterdam (2e saison) - New York, unité spéciale (21e saison) - NBC Sunday Night Football - Superstore (5e saison) - The Blacklist (7e saison) - The Good Place (4e saison) - The Voice (17e saison) - This Is Us (4e saison) - Will et Grace (11e saison) - Who Do You Think You Are (12e saison) (Déplacé depuis TLC) - World of Dance (4e saison) | Nouvelles séries : - Bluff City Law - Council of Dads - Indebted - Lincoln - Perfect Harmony - Sunnyside - That's My Jam - The Kenan Show - Zoey’s Extraordinary Playlist | Séries non renouvelées : - I Feel Bad (1 saison) - Midnight, Texas (2 saisons) |

## Source
- (en) Cet article est partiellement ou en totalité issu de l’article de Wikipédia en anglais intitulé « 2019–20 United States network television schedule » (voir la liste des auteurs).